# Józef Fudali
Józef Fudali (ur. 16 stycznia 1915 w Rabce, zm. 30 stycznia 1954 w Krakowie) – rzymskokatolicki kapłan archidiecezji krakowskiej, aresztowany i katowany przez funkcjonariuszy Urzędu Bezpieczeństwa, skazany na 13 lat więzienia, zmarł w czasie odbywania kary.
Fudali jest synem Józefa i Elżbiety, po ukończeniu gimnazjum w Nowym Targu, wstąpił do Wyższego Seminarium Duchownego w Krakowie i rozpoczął studia na Wydziale Teologicznym Uniwersytetu Jagiellońskiego. Po otrzymaniu święceń kapłańskich 23 marca 1940 pełnił posługę wikarego i katechety w parafiach w Raciborowicach i Wieliczce, a od 1946 r. w parafii św. Mikołaja w Liszkach, gdzie prowadził Kongregację Żywego Różańca Dziewcząt. Poznał wówczas Józefa Szpondera, byłego żołnierza Narodowej Organizacji Wojskowej, który w 1949 r. zbiegł do Niemiec.
19 września 1952 został aresztowany pod zarzutem „zorganizowania bandy szpiegowskiej” oraz „podawania wiadomości znajomym” oraz za przyjęcie paczki z zagranicy. Paczkę tę na adres swojej przyrodniej siostry Stefanii Rospond przysłał dla niego Józef Szponder. W czasie śledztwa był straszliwie katowany. Na sali sądowej odwołał złożone zeznania, zarzucając śledczym stosowanie przemocy, m.in. przez bicie żelaznym prętem. Ze względu na straszny stan zdrowia jego sprawa została wyłączona z procesu księży kurii krakowskiej, który toczył się w 1953 r. W osobnym procesie Wojskowy Sąd Rejonowy w Krakowie skazał go 20 maja 1953 r. na „łączną karę 13 lat więzienia z utratą praw publicznych i obywatelskich praw honorowych na przeciąg lat 5 i przepadkiem całego mienia na rzecz Skarbu Państwa”. Rozprawie przewodniczył Mikołaj Tołkan, a oskarżał prokurator Władysław Huk.
Ksiądz Józef Fudali zmarł po operacji chirurgicznej w więziennym szpitalu. Pochowany został na cmentarzu w Rabce.